# Dendronephthya dichotoma
Dendronephthya dichotoma är en korallart som beskrevs av Henderson 1909. Dendronephthya dichotoma ingår i släktet Dendronephthya och familjen Nephtheidae. Inga underarter finns listade i Catalogue of Life.